# Lepidagathis mucida
Lepidagathis mucida är en akantusväxtart som beskrevs av Raymond Benoist. Lepidagathis mucida ingår i släktet Lepidagathis och familjen akantusväxter. Inga underarter finns listade i Catalogue of Life.